# Верховенство Петра
Верховенство Петра, також відоме як примат апостола Петра (від латинського: Петрус, "Петро"), це положення главенства, яке приписується св. Петру серед дванадцяти Апостолів.
Його слід відрізняти від примату Римського єпископа, також відомого як папський примат або Римський примат, чий зв'язок з приматом Петра оспорюється.
Апостолу Петру серед апостолів належала якась головна роль. У переліку апостольських імен ім'я Петро завжди стоїть на першому місці. У Діяннях апостольських розповідається про те, що саме Петро запропонував обрати дванадцятого апостола на місце відпалого Іуди. Петро виступає з промовою в день П'ятидесятниці, виголошує промову на Апостольському Соборі і тому подібне, однак всі питання загальноцерковного значення апостоли вирішують спільно, соборно. Петро не наказує апостолам. Навпаки, про апостолів сказано в книзі Діянь, що вони «послали» Петра в Самарію (Дії 8: 14). У Посланні до Галатів (Гал. 2: 11) говориться, що апостол Павло «виступив проти» Петра, коли той, лицемірив, і не тільки сам поступав «Не прямо за євангельською правдою», а й інших примушував поводитися не так, як треба (див .: Гал. 2: 14). Отже, не могло бути й мови про сліпу, беззастережну покору всіх Петру.

## Першість Петра серед Апостолів
Першість обґрунтована тим що він завжди виступає як представник групи апостолів

## Заперечний погляд
Православні Богослови хоч і визнають що Петро був первшоверховним апостолом та все ж таки він не мав якихось більших прав ніж інші апостоли. Вони стверджують що основні догматичні передумови, на які намагаються спертися римокатолицькі богослови, є неспроможними довести їх вчення про верховенство Папи та більші права ап. Петра через помилкове тлумачення свідоцтв Святого Письма і Передання.